# 미끼

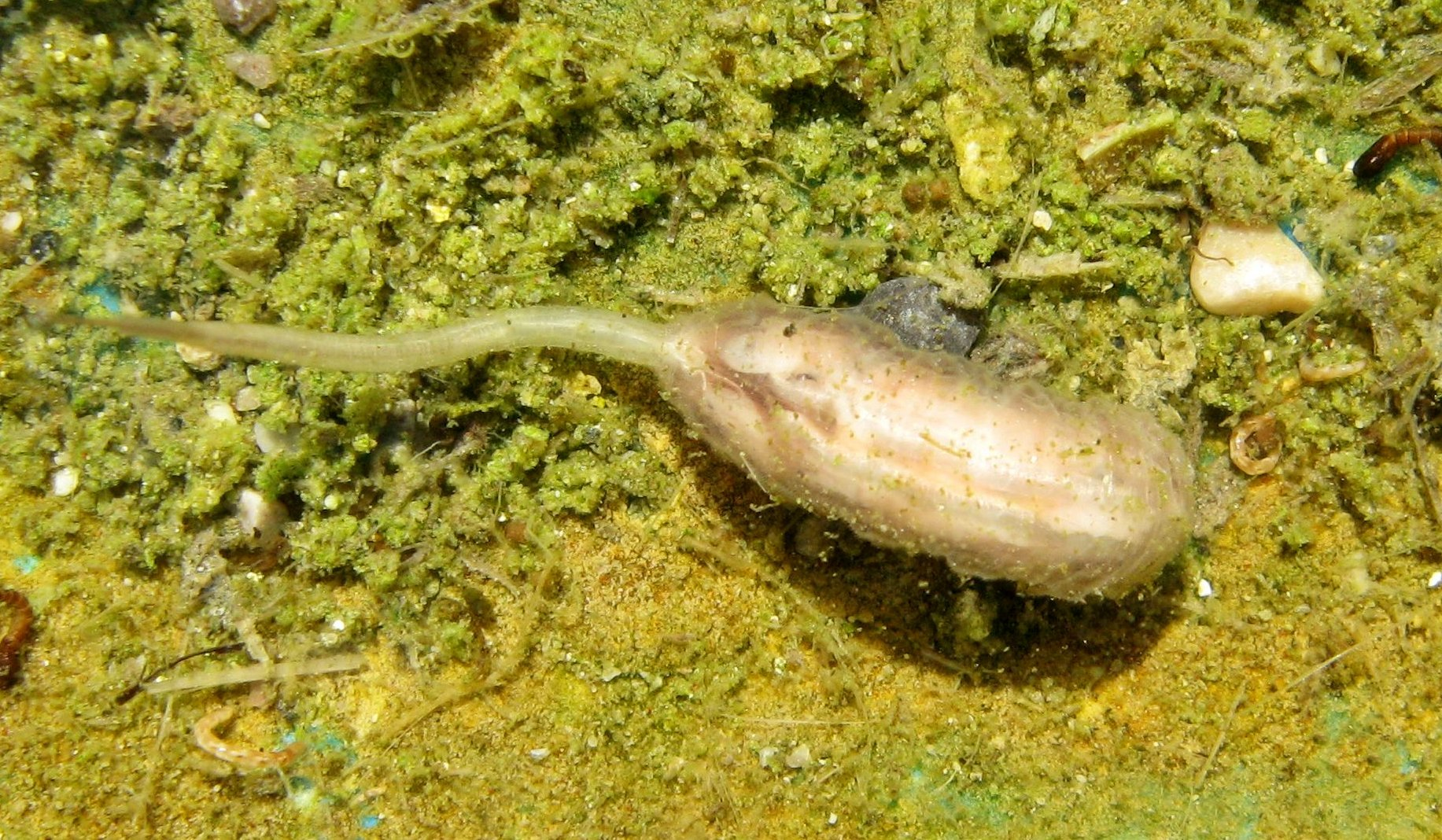
쥐꼬리구더기는 유명한 낚시미끼이다.

미끼는 쥐덫처럼 무언가를 꾀어내는 물건이다. 미끼는 사냥이나 낚시를 할 때 먹이를 유인하는 데 사용되는 식욕을 돋우는 물질(예: 음식)이며 가장 일반적으로 덫(예: 쥐덫, 새덫), 매복 및 낚시 형태이다.
미끼는 레크리에이션(특히 낚시) 및 상업용 낚시 모두에서 보편적인 관행이지만, 살아있는 미끼의 사용은 특정 어업법 및 지역 관할권에 따라 불법으로 간주될 수 있다. 그러나 사냥의 경우 미끼 사용은 해충 사냥, 도태 및 해충 방제에서 여전히 일반적으로 허용되는 관행이지만 공정한 추적의 원칙을 위반하기 때문에 종종 논란의 여지가 있다.

## 낚시미끼
낚시미끼는 낚시 끝에 꿰는 물고기의 먹이를 가리킨다. 새우, 지렁이, 밥알 등이 이용된다.
크게 천연미끼와 인조미끼가 있는데, 살아 있는 작은 물고기가 천연미끼로서 가장 좋다. 그 밖에 죽은 물고기를 잘게 잘라 쓰거나 치즈·물고기알·빵반죽을 사용하기도 한다. 인조미끼는 루어라고도 하며, 천연미끼와 똑같이 생긴 것, 색깔 또는 디자인이 다양한 것 등 여러 가지이다.

## 참고 문헌
- 이 문서에는 다음커뮤니케이션(현 카카오)에서 GFDL 또는 CC-SA 라이선스로 배포한 글로벌 세계대백과사전의 "미끼" 항목을 기초로 작성된 글이 포함되어 있습니다.